# Campionati mondiali di skeleton 1996
I Campionati mondiali di skeleton 1996, nona edizione della manifestazione organizzata dalla Federazione Internazionale di Bob e Skeleton, si tennero il 16 ed il 17 febbraio 1996 a Calgary, in Canada, sulla pista del Canada Olympic Park, la stessa sulla quale si svolsero le competizioni del bob e dello slittino ai Giochi di Calgary 1988 e la rassegna iridata del 1992; fu disputata unicamente la gara del singolo vinta dal canadese Ryan Davenport.

## Risultati

### Singolo
La gara fu disputata il 16 ed il 17 febbraio nell'arco di quattro manches e presero parte alla competizione 51 atleti in rappresentanza di 21 differenti nazioni; campione uscente era lo svizzero Jürg Wenger, che venne squalificato dopo la prima discesa, ed il titolo fu conquistato dal canadese Ryan Davenport, già terzo nella precedente edizione, davanti agli austriaci Franz Plangger, al suo quarto podio iridato, e Christian Auer, alla sua quinta medaglia iridata, compresa quella d'oro vinta ad Igls 1991.
| Pos. | Atleti             | Nazione     | Tempo   | Distacco |
| ---- | ------------------ | ----------- | ------- | -------- |
|      | Ryan Davenport     | Canada      | 3'51"15 |          |
|      | Franz Plangger     | Austria     | 3'52"37 | +1"22    |
|      | Christian Auer     | Austria     | 3'52"90 | +1"75    |
| 4    | Michael Grünberger | Austria     | 3'53"21 | +2"06    |
| 5    | Alexander Müller   | Austria     | 3'53"39 | +2"24    |
| 6    | Urs Vescoli        | Svizzera    | 3'54"08 | +2"93    |
| 7    | Felix Poletti      | Svizzera    | 3'54"10 | +2"95    |
| 8    | Willi Schneider    | Germania    | 3'54"98 | +3"83    |
| 9    | Kazuhiro Koshi     | Giappone    | 3'55"48 | +4"33    |
| 10   | Roch Rochester     | Regno Unito | 3'56"07 | +4"92    |

## Medagliere
| Posizione | Nazione | Oro | Argento | Bronzo | Totale |
| --------- | ------- | --- | ------- | ------ | ------ |
| 1         | Canada  | 1   | 0       | 0      | 1      |
| 2         | Austria | 0   | 1       | 1      | 2      |
| Totale    | Totale  | 1   | 1       | 1      | 3      |